# Трамвай Буэнос-Айреса
Трамвай Буэнос-Айреса — собирательное название, объединяющее старую трамвайную сеть города, исторический трамвай и современный трамвай.

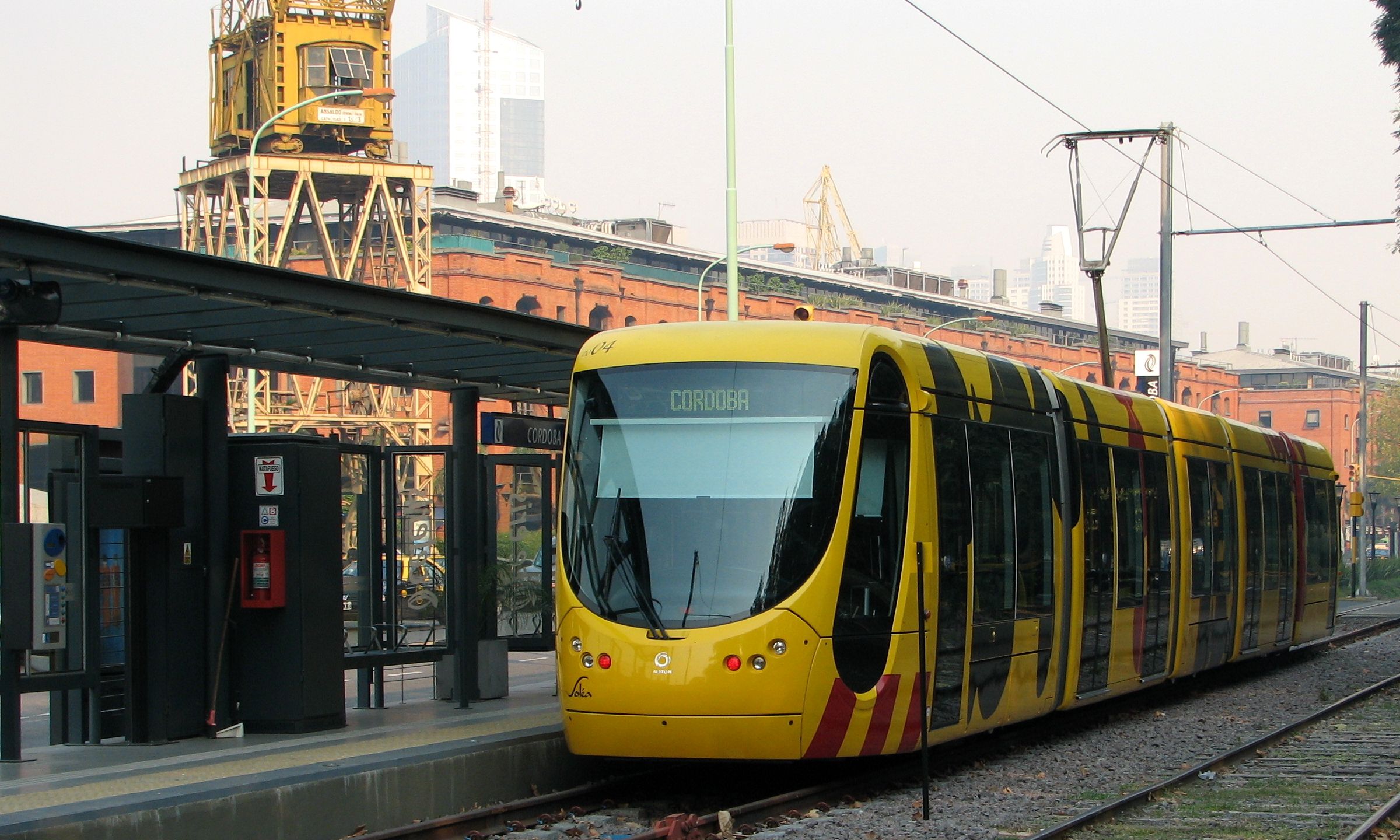

## Старая сеть
Электрический трамвай появился в Буэнос-Айресе в 1897 году и просуществовал до 1963 года, после чего трамвай был заменён автобусами. Первая трамвайная сеть Буэнос-Айреса была очень большой, общая протяжённость превышала восемьсот километров (сейчас нигде в мире нет трамвайной сети со сравнимыми размерами).

## Исторический трамвай
Исторический трамвай (Tramway Histórico) действует с 15 ноября 1980 года.

## PreMetro

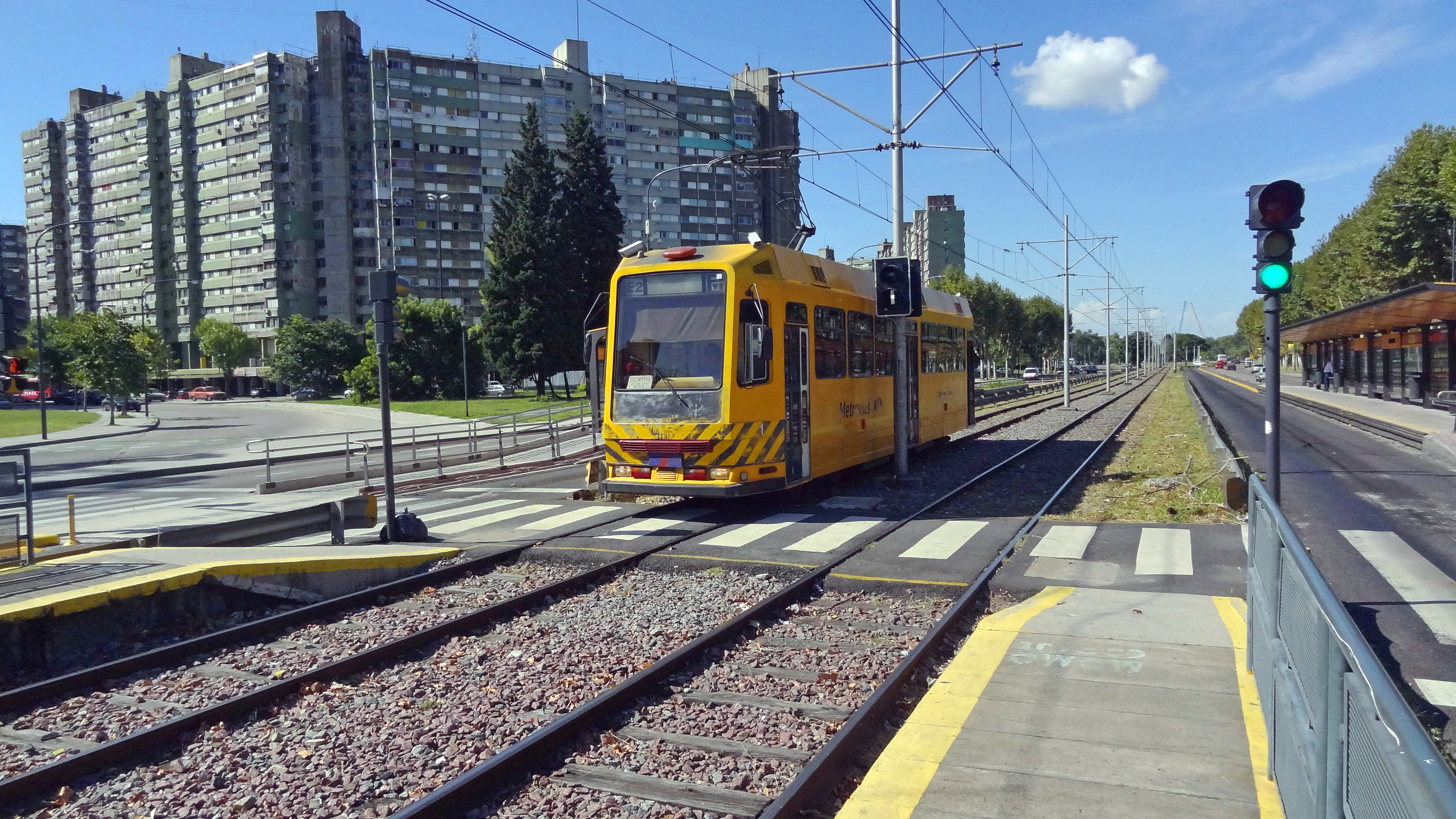

Система трамвайных (или легкорельсовых) линий была задумана как продолжение линий метро Буэнос-Айреса, от которого и получила свое название. В 1987 году была построена первая линия E2, оставшаяся единственной: остальные запланированные линии в той или иной степени воплотились в качестве маршрутов скоростного автобуса MetroBus.
Длина линии составляет 7,4 км и обслуживается одновагонными трамваями аргентинского производства Materfer.

## Современный трамвай
Современный трамвай (официальное название — Tranvía del Este, также известный как «Puerto Madero Tramway») был построен в районе Пуэрто-Мадеро (Puerto Madero). Он обслуживался железнодорожной компанией Ferrovías.
Открытие первой очереди трамвая состоялось 14 июля 2007 года.

### Подвижной состав
На этой линии использовалось два трамвая Citadis 302 (в Буэнос-Айресе их называют Celeris) производства французской компании Alstom. Эти трамваи двусторонние, они имеют кабины в обоих концах и двери с обеих сторон, и, следовательно, не требуют разворотных колец или треугольников. Трамваи низкопольные, сочленённые (состоят из четырёх секций). В каждом трамвае имеется 48 обычных пассажирских сидений и 16 откидных сидений. Количество стоячих мест составляет примерно 250.

### Описание сети
Первая трамвайная линия имела длину два километра. Она проходила параллельно улице Avenida Alicia Moreau de Justo, между улицами Авенида Кордоба и Avenida Independencia. Трамвайная линия была проложена по обособленной полосе.
Планировалось продление линии, с тем чтобы она соединила два вокзала, Ретиро (Estación Retiro) и Конститусион (Estación Constitución|) , велась разработка и других трасс трамвая.
Однако в 2012 году движение трамвая было остановлено, а в 2017 начался демонтаж оставшейся инфраструктуры для строительства грузовой автомагистрали "Paseo del Bajo".
Остановки:
- Córdoba (Av. Alicia Moreau de Justo и Av. Córdoba)
- Corrientes (Av. Alicia Moreau de Justo и Av. Corrientes)
- Belgrano (Av. Alicia Moreau de Justo и Av. Belgrano)
- Independencia (Av. Alicia Moreau de Justo и Av. Independencia)

## Сноски
1. ↑  Rocha, Laura. Comenzaron las obras para el tranvía de Puerto Madero (исп.). La Nación (2007). Дата обращения: 6 января 2007. Архивировано 26 февраля 2012 года.
2. ↑  Rossi, Antonio. Proyectan Tranvía de Retiro a Constitución (исп.). La Nación (2007). Дата обращения: 13 июля 2007. Архивировано 26 февраля 2012 года.
3. ↑  El tranvía de Puerto Madero, una postal de la desidia que se empezó a demoler - LA NACION. Дата обращения: 18 февраля 2019. Архивировано 4 февраля 2019 года.